# Comunicazione di Irregolarità Virtualizzate per Intermediari Serviti
Il CIVIS, acronimo di Comunicazione di Irregolarità Virtualizzate per Intermediari Serviti, è un servizio telematico di assistenza dell'Agenzia delle entrate. Questo strumento consente ai cittadini italiani la gestire delle proprie pratiche direttamente online: comunicazioni di irregolarità, avvisi telematici e cartelle di pagamento, presentazione dei documenti per il controllo formale, gestione delle comunicazioni di irregolarità (articoli 36-bis del D.P.R. 600 del 1973 e 51-bis del D.P.R. 633 del 1972) relative agli anni di imposta dal 2006 in poi.
Per usufruire di tale servizio, serve collegarsi al sito dell'agenzia delle entrate, accedere alla sezione Civis e inserire le informazioni sulle comunicazioni di irregolarità.